# Silhouet

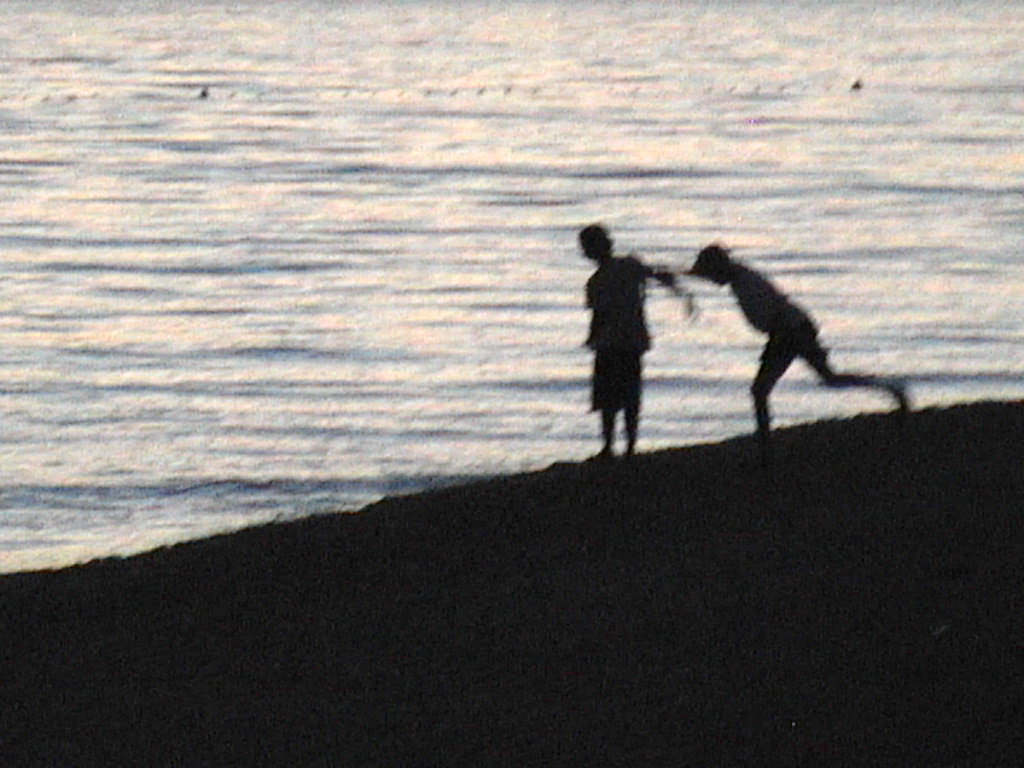
Het silhouet van twee spelende kinderen bij de zee

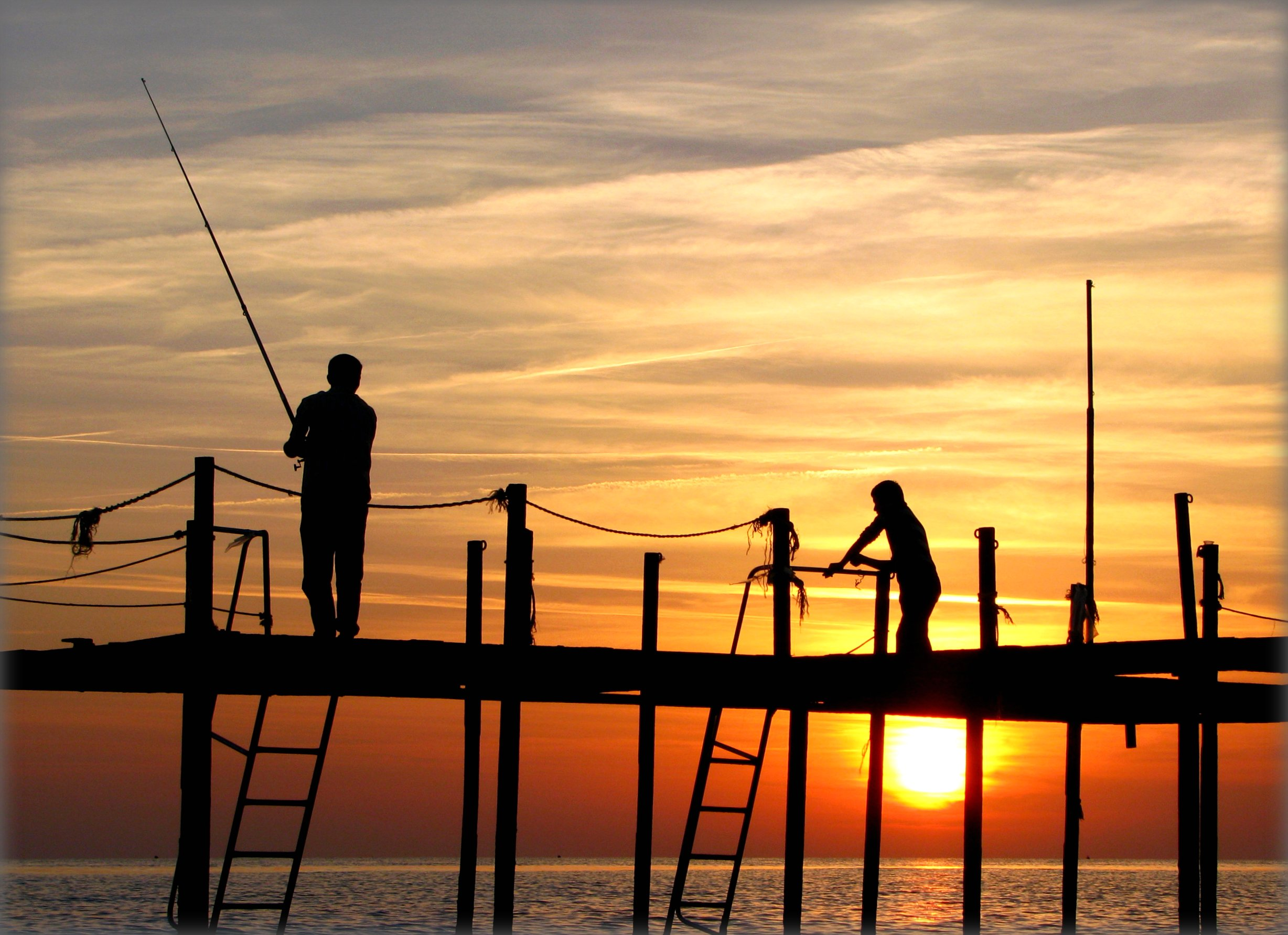
Silhouetten van twee vissers

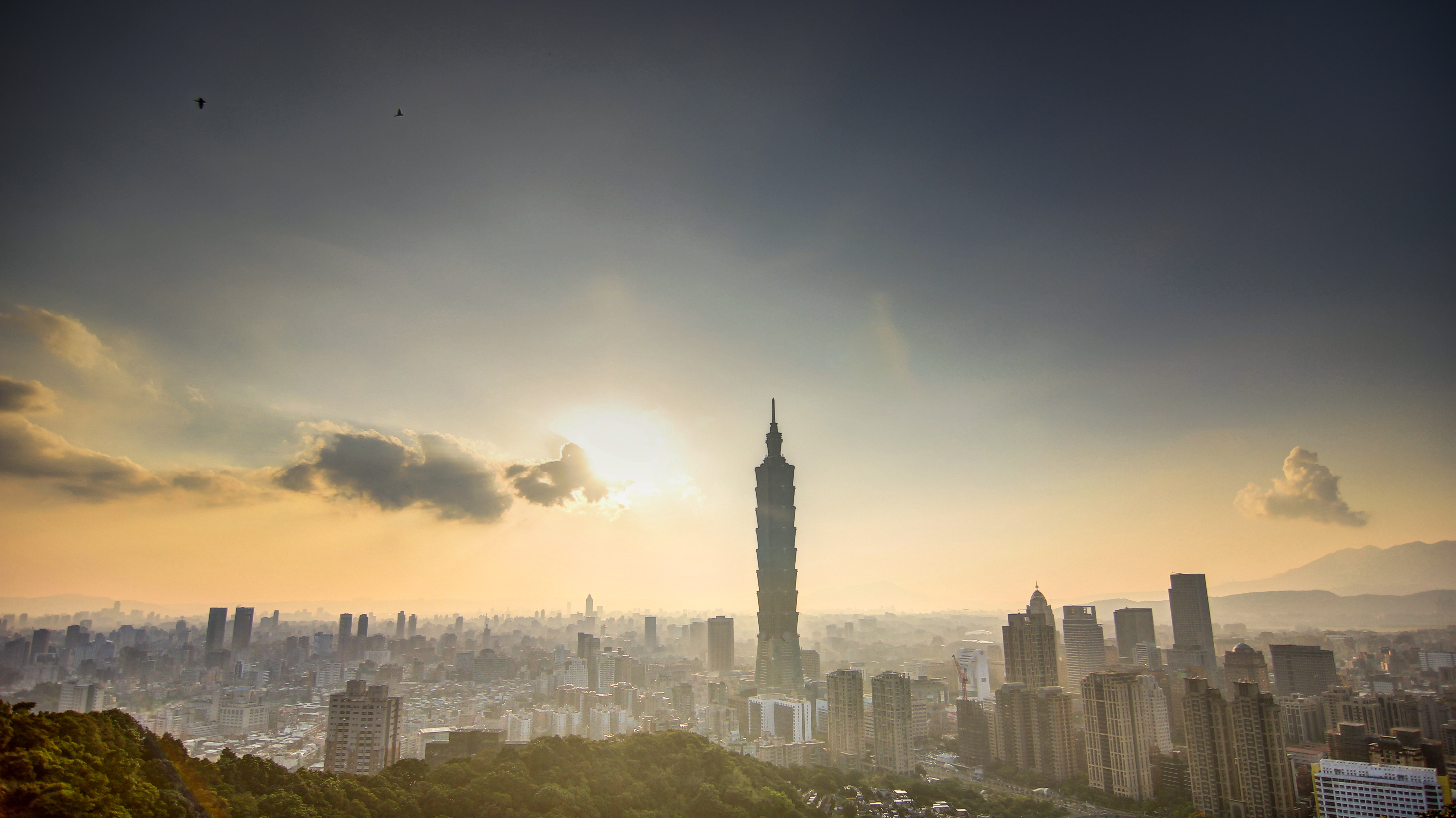
Silhouet van Taipei, Taiwan

Een silhouet is een visueel beeld van een ondoorzichtig object (persoon, voorwerp, gebouw, vogel, enz.), dat een goed contrast heeft met de achtergrond, en daardoor een duidelijke vorm, maar egaal van kleur is (in het algemeen zwart of grijs), doordat er weinig licht opvalt dat gereflecteerd zou kunnen worden, in verhouding tot de helderheid van het achtergrondlicht. De kleur kan grijs zijn door strooilicht/nevel tussen het object en de waarnemer. Afhankelijk van het object en zijn oriëntatie (en zijn eventuele beweging) kan een object gemakkelijk of moeilijk aan het silhouet te herkennen zijn. Als een object zich deels achter een ander object bevindt kunnen de silhouetten versmelten tot één geheel; soms ziet men echter een andere grijstint, het silhouet van het verste object is bijvoorbeeld lichter grijs door meer strooilicht.
Een veelvoorkomende omstandigheid waarbij men silhouetten ziet is rond zonsondergang, bij het kijken in de richting waarin de lucht nog licht is.
Een silhouet komt overeen met een schaduw op een vlak loodrecht op de verbindingslijn tussen lichtbron en object, dus een schaduw waarbij geen vervorming optreedt. 
Een silhouet is ook (en dit is de oorspronkelijke betekenis) een papieren representatie van het bovenstaande, geknipt uit zwart papier. In het geval van een portret is het vaak en profil, omdat dit de grootste herkenning geeft. In de 18e en 19e eeuw was het maken van silhouetportretten bijzonder populair. Zie ook papierknipkunst.
Het silhouet is genoemd naar Contrôleur général des finances Étienne de Silhouette (1709-1767), een Franse minister van financiën. De naam Silhouette is een verfransing van de Baskische naam zuloeta (zijn vader was afkomstig uit Biarritz). Daarmee is silhouet het enige Nederlandse woord dat ontleend is aan het Baskisch. Voor de komst van fotografie was het knippen of snijden van profielen uit zwart papier de goedkoopste manier om iemand af te beelden. Étienne de Silhouette zou zeer bedreven zijn geweest in het vervaardigen van dergelijke tekeningetjes tijdens langdurige vergaderingen en legde zich na zijn (onvrijwillig) pensioen geheel toe op deze kunstvorm, waarbij hij silhouetbeelden plaatste in de tuin van zijn gerestaureerde kasteel in Bry-sur-Marne. Volgens sommigen waren zijn fiscale maatregelen zo impopulair dat zijn slachtoffers zich tot schaduwen gereduceerd voelden, hetgeen zou worden uitgedrukt in de eerste journalistieke spotprenten.

Silhouet van een man
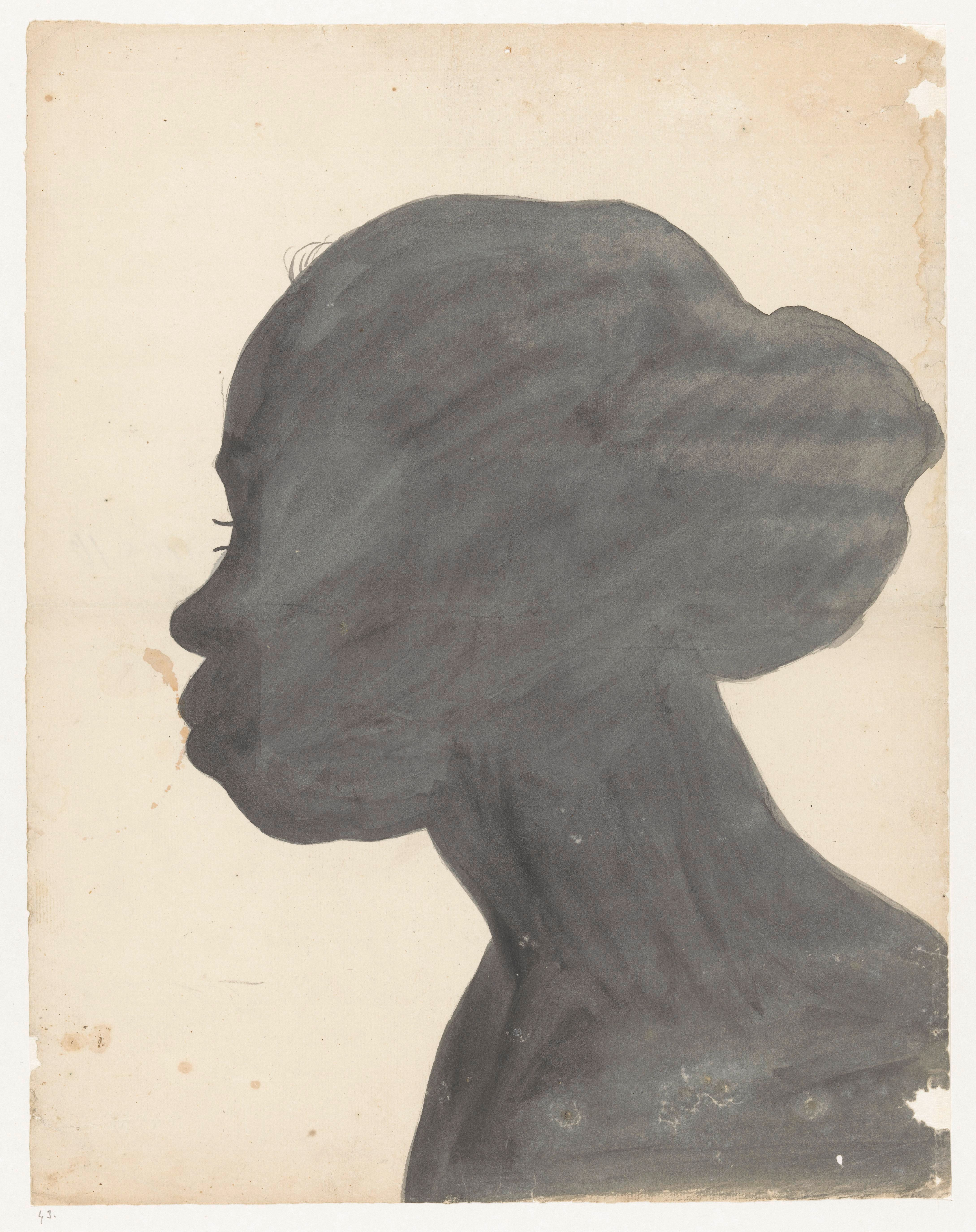
Silhouetportret van een vrouw
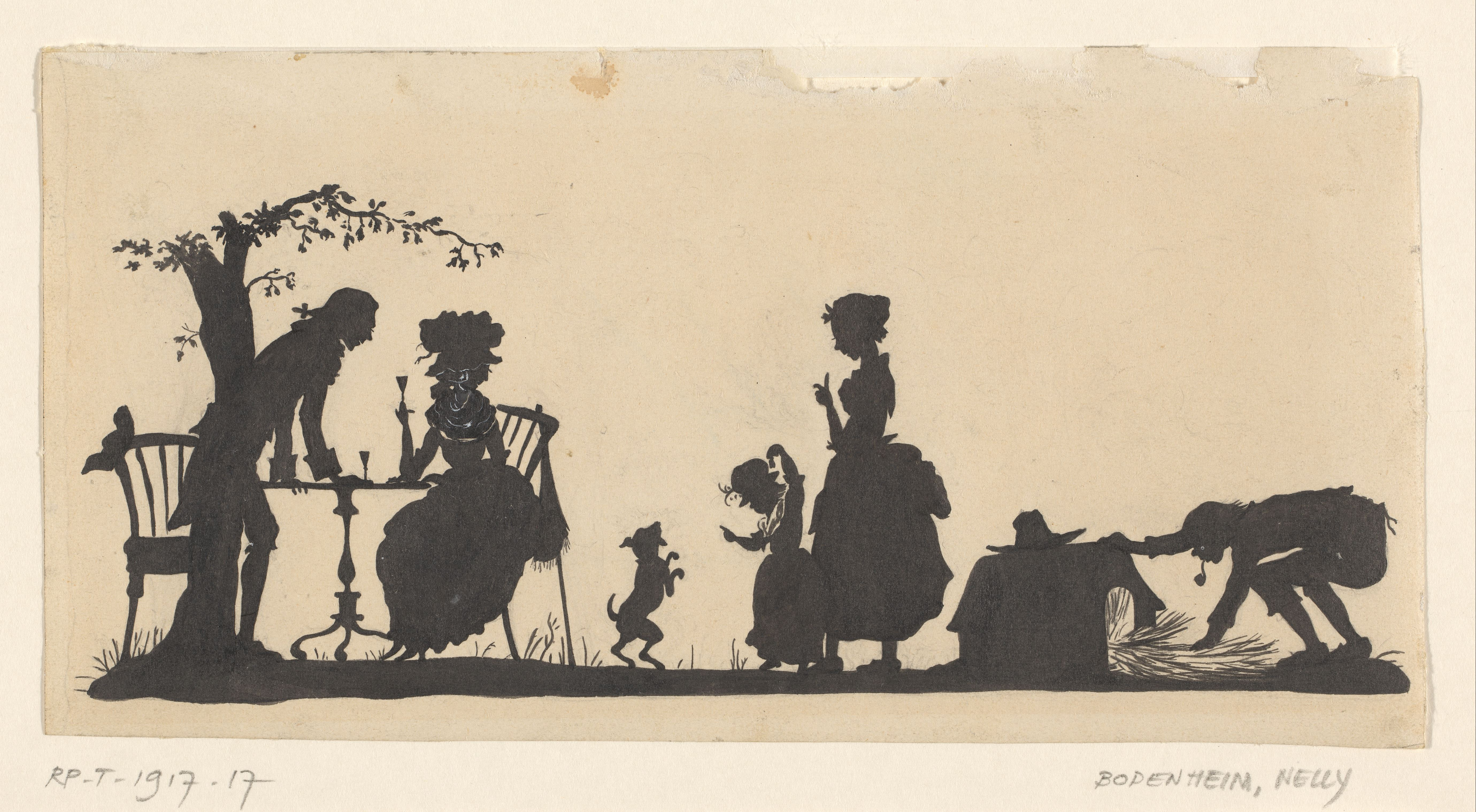
Ontwerp boekillustratie